# 基希贝格附近哈特曼斯多夫
基希贝格附近哈特曼斯多夫（德語：Hartmannsdorf bei Kirchberg），通称哈特曼斯多夫，是德国萨克森州的市镇，隶属于茨维考县。总面积为27.17平方千米，截至2023年12月31日总人口为1,368人。